# Pat McGee Band
The Pat McGee Band ist eine Folkrock-Pop-Band aus Richmond, Virginia. Gegründet von Frontmann Pat McGee nach seiner Soloplatte From the Wood 1995/1996.
2001 verließ Gitarrist Al Walsh die Band. Drummer Chris Williams starb im Oktober 2006.

## Diskografie

### Alben
- From the Wood (Pat McGee Solo) (1995)
- Revel (1997)
- General Admission (1999)
- Shine (2000)
- Save Me (2003)
- Vintage Stages Live CD/DVD (2006)
- These Days (The Virginia Sessions) (2007)
- No wrong Way to make it right (2011)

### Singles
- Rebecca
- Runaway
- Must have been Love